# كارلوس باسكوال (لاعب كرة قاعدة)
كارلوس باسكوال هو لاعب كرة قاعدة كوبي، ولد في 13 مارس 1931 في هافانا في كوبا، وتوفي في 12 مايو 2011 في ميامي في الولايات المتحدة.

## وصلات خارجية
- كارلوس باسكوال على موقعبيزبول رفرنس.كوم (الدوري الرئيسي) (الإنجليزية)
- كارلوس باسكوال على موقعبيزبول رفرنس.كوم (الدوري الثانوي) (الإنجليزية)